# Knippfryle
Knippfryle (Luzula campestris) är en gräslik växtart i familjen Tågväxter. 